# Gracie Films
Gracie Films est une société américaine de production de film et de télévision, créée par James L. Brooks en 4 janvier, 1986. La compagnie a produit beaucoup de films et séries, tels que Jerry Maguire ou Les Simpson. Elle travaille principalement avec Sony Pictures Entertainment, mais a toujours des locaux à la 20th Century Fox.
Le logo de la production de Gracie Films montre un public bruyant dans une salle de cinéma, et une femme dans la rangée arrière disant « Shhhhh ! » Puis le titre du film, c'est-à-dire en fait le nom de compagnie, est projeté à l'écran, et on entend la signature musicale de la compagnie. La série Les Simpson présente plusieurs déclinaisons : selon les épisodes, il arrive que la signature musicale change instrumentalement, et dans les épisodes "spécial halloween", le "Shhhhh !" est remplacé par divers cris et la musique est jouée sur un orgue. En 2009, lors du passage à la HD de la série, le logo est numériquement restauré.  
Le siège de la production de la compagnie est situé dans le Sidney Poitier Building au sein des Sony Pictures Studios, à Culver City, en Californie.

## Principaux films et séries
- The Tracey Ullman show (1987-1990)
- Broadcast News (1987)
- Big (1988)
- Un monde pour nous (1989)
- Les Simpson (1989-aujourd'hui)
- La Guerre des Rose (1989)
- Sibs (1991-1992)
- Phenom (1993-1994)
- Profession : critique (1994-1995)
- I'll Do Anything (1994)
- Jerry Maguire (1996)
- En route vers Manhattan (1996)
- Bottle Rocket (1996)
- Pour le pire et pour le meilleur (1997)
- Écarts de conduite (2001)
- What about Joan ? (2001-2002)
- Spanglish (2004)
- Les Simpson, le film (2007)
- Ella McCay (2025)